# Élections européennes de 2024 en Italie
Pour un article plus général, voir Élections européennes de 2024.
Les élections européennes de 2024 en Italie sont les élections des députés de la dixième législature du Parlement européen, qui se sont déroulées du 6 juin au 9 juin 2024 dans tous les États membres de l'Union européenne. En Italie, elles ont eu lieu les samedi 8 et dimanche 9 juin.

## Mode de scrutin
Les eurodéputés italiens sont élus au scrutin proportionnel de liste, et les sièges sont répartis entre les listes ayant dépassé 4 % des suffrages exprimés selon la méthode du plus fort reste (quotient de Hare) au niveau national.
Les députés italiens sont élus dans 5 circonscriptions régionales : Centrale (15 élus) ; Insulare (8 élus) ; méridionale (18 élus) ; Nord-occidentale (20 élus) ; Nord-orientale (15 élus). L'attribution des sièges aux circonscriptions se fait en fonction de la participation effective des électeurs sur une base nationale et non en fonction de sièges théoriquement attribués à chaque circonscription.
Chaque électeur peut aussi exprimer jusqu'à un maximum de trois votes de préférence en indiquant le nom du candidat, dont au moins une candidate.

## Résultats

### Au niveau national
|                          |                                          |           |        |       |        |               |                   |
| Parti ou coalition       | Parti ou coalition                       | Voix      | %      | +/-   | Sièges | +/-           | Groupe            |
|                          | Frères d'Italie (FdI)                    | 6 725 143 | 28,76  | 22,32 | 24     | 18            | CRE               |
|                          | Parti démocrate (PD)                     | 5 638 130 | 24,11  | 1,37  | 21     | 2             | S&D               |
|                          | Mouvement 5 étoiles (M5S)                | 2 333 193 | 9,98   | 7,08  | 8      | 6             | GUE/NGL           |
|                          | Forza Italia (FI) - Nous, modérés (NM)   | 2 243 245 | 9,59   | 0,81  | 8      | 1             | PPE               |
|                          | Ligue (Lega)                             | 2 099 355 | 8,98   | 25,28 | 8      | 21            | PfE               |
|                          | Alliance des Verts et de la gauche (AVS) | 1 584 885 | 6,78   | N/a   | 6      | 6             | Verts/ALE GUE/NGL |
|                          | Parti populaire sud-tyrolien (SVP)       | 120 879   | 0,52   | 0,01  | 1      | en stagnation | PPE               |
|                          | Autres                                   | 2 640 617 | 11,29  | –     | 0      | –             |                   |
|                          |                                          |           |        |       |        |               |                   |
| Votes valides            | Votes valides                            |           | ,      |       |        |               |                   |
| Votes blancs et nuls     | Votes blancs et nuls                     |           | ,      |       |        |               |                   |
| Total                    | Total                                    |           | 100,00 | -     | 76     | en stagnation | -                 |
| Abstentions              | Abstentions                              |           | ,      |       |        |               |                   |
| Inscrits / Participation | Inscrits / Participation                 |           | ,      |       |        |               |                   |